# Коган, Юлия Михайловна
Ю́лия Миха́йловна Ко́ган (род. 20 марта 1981, Ленинград) — российская певица и автор песен. С 2007 по 2008 и с 2010 по 2013 год была бэк- и ведущей вокалисткой в группе «Ленинград». С 2013 года занимается сольной карьерой.

## Биография
Юлия Коган родилась 20 марта 1981 года в городе Ленинграде. Классическим вокалом занимается с шестнадцати лет. В 2003 окончила СПбГАТИ — Театральную академию на Моховой.
С 2000 года она — солистка Петербургского государственного детского музыкального театра «Зазеркалье». С этих же пор она работает фотомоделью и принимает участие в различных эстрадных проектах. С 2007 года певица оставляет прочие проекты и вливается в группу «Ленинград» в качестве бэк-вокалистки, вплоть до распада проекта в 2008 году. С 2010 года Юлия Коган — солистка в St. Petersburg Ska-Jazz Review.
Осенью 2010 года группа «Ленинград» снова собралась вместе и выпустила в 2011 году новый альбом под названием «Хна», в котором можно услышать большое количество песен в исполнении Юлии, уже как солистки группы.
16 ноября 2012 года состоялся последний концерт Юлии Коган с группой «Ленинград», после чего Юлия ушла в декретный отпуск. А 14 января 2013 года у неё родилась дочь, которую назвали Елизавета.
Уже 22 марта, в сети появился новый клип «Ленинграда» «Финский залив», в котором вновь присутствует Юлия.
В начале сентября 2013 года Юлия Коган покинула группу «Ленинград». В настоящее время является телеведущей ток-шоу #Яправа на телеканале Ю. В 2014 году Юлия Коган вернулась в музыку и начала сольную музыкальную карьеру.
В сентябре 2015 года вышел альбом «Огонь-баба». В рецензии на альбом Сергей Мезенов с Colta.ru отметил:

На первый взгляд, на ней более-менее все то же самое, за что Юлю и любили в составе «Ленинграда»: трубный глас, гиперсекс, харизма, плавящая аппаратуру и умножающая все исполняемое на десять, задорный эстрадный рок с дудками, привольное жанровое разнообразие, карикатурные зарисовки в текстах, дерзкая свобода дерзкой современной женщины, способной открыто говорить о том, от чего ханжи немедленно краснеют и куксятся. Если же прислушаться к «Огонь-бабе» внимательнее, за видимой схожестью уверенно освоенной формы отыщется колоссальная разница в содержании. Её комические зарисовки («Бла-бла-бла», «Никита») грубовато-прямолинейны, её жанровые эксперименты опасно близки к максимально клишированному представлению о выбранных жанрах.

## Факты
- Одно время Юлия работала на кондитерском производстве, в три смены — тогда-то у неё сложилось индифферентное отношение к обсценной лексике[8][9].
- Юлия исполнила партии Ловетт в песнях «Машина смерти» и «Признание Ловетт» в альбоме группы «Король и Шут» «TODD. Акт 1. Праздник крови».

## Дискография

### В составе группы Ленинград

#### Студийные альбомы
- 2007 — Аврора
- 2011 — Хна
- 2011 — Вечный огонь
- 2012 — Рыба

#### Концертные альбомы
- 2008 — Концерт в ДС 'Юбилейный'
- 2008 — ГлавClub
- 2010 — Последний концерт Ленинграда
- 2012 — Зелёный театр

#### Неизданное
- 2007 — Аврора демо
- 2007 — Eurosnic Festival
- 2010 — Снова живы для наживы
- 2012 — Оупэн Эйр
- 2013 — Live in Sziget

#### DVD
- 2010 — Последний концерт Ленинграда

#### Прочие релизы
- 2012 — С нами пох (неофициальный альбом)

### Сольная карьера

#### Студийные альбомы
- 2015 — Огонь-баба[10][11]
- 2017 — Жёсткая лирика[12][13]

### Прочие релизы
- 2012 — Я из Ленинграда! (альбом-компиляция)
- 2025 — Atomic Heart, Vol.5 (OST) — В синем море, в белой пене (Blue Sea, White Foam)[14]

## Видеоклипы
1. 2011 — «Приметы». С Сергеем Шнуровым. На стихи Марины Цветаевой.
2. 2014 — «Право на выбор».
3. 2014 — «Иду и пою».
4. 2014 — «Любовь».
5. 2014 — «Я тебя не хочу».
6. 2014 — «Губы в губы».
7. 2014 — «Дави на газ».
8. 2015 — «Ведьма и осёл» (кавер-версия песни группы «Король и шут»). В записи участвовал Андрей Князев.
9. 2015 — «Никита».
10. 2015 — «Химия любви».
11. 2015 — «Бла бла бла».
12. 2017 — «Лебеди»

## Телевидение
- 2011 — Битва экстрасенсов
- 2013 — #Яправа

## Семья
- Муж — Антон Бут[15] (фотограф).
  - Дочь — Елизавета (род. 14.01.2013).
  - Дочь — Ева (род. 04.09.2020)[16].